# Rusakovita
La rusakovita és un mineral de la classe dels fosfats. Rep el nom per Mikhail Petrovich Rusakov (Михаила Петровича Русакова) (20 de novembre de 1892 – 24 d'octubre de 1963) geòleg i especialista en la geologia dels jaciments minerals.

## Característiques
La rusakovita és un fosfat de fórmula química (Fe3+,Al)₅(VO₄,PO₄)₂(OH)9·3H₂O. Es tracta d'una espècie aprovada per l'Associació Mineralògica Internacional, i publicada per primera vegada el 1960. La seva duresa a l'escala de Mohs es troba entre 1,5 i 2.
Segons la classificació de Nickel-Strunz, la rusakovita pertany a «08.DF: Fosfats només amb cations de mida mitjana, amb proporció: (OH, etc.):RO₄ > 3:1» juntament amb els següents minerals: hotsonita, bolivarita, evansita, liskeardita, rosieresita, liroconita, sieleckiïta, calcofil·lita, parnauïta i gladiusita.

## Formació i jaciments
Va ser descoberta al dipòsit de vanadi de Balasauskandyk, situat a la localitat de Shieli (Província de Khizilordà, Kazakhstan). També ha estat descrita al dipòsit de vanadi de Kurumsak, al Turquestan. Aquests dos indrets són els únics de tot el planeta on ha estat descrita aquesta espècie mineral.